# Eys (mottekasteel)

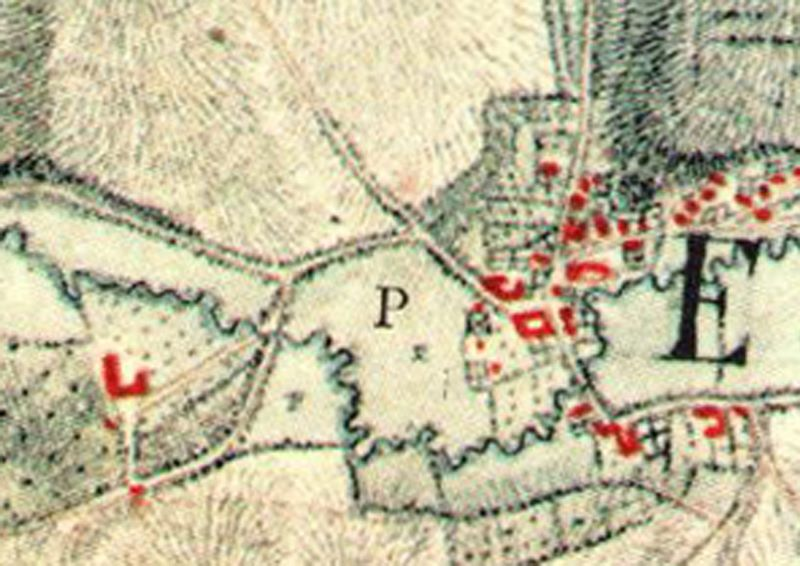
Rechtsboven op de Tranchotkaart is de Boerenberg en de motteheuvel goed zichtbaar

De motte Eys was een middeleeuws mottekasteel gelegen bij Eys in de Nederlandse provincie Limburg en is gelegen op een deel van de Boerenberg. Thans resteert nog de kasteelberg van dit mottekasteel en de vuurstenen ringmuur met ingemetselde trapopgang. De motteheuvel is een zogenaamde abschnittsmotte. Dit houdt in dat in plaats van een heuvel op te werpen, de heuvel ontstaan is door het afgraven van de verbinding van de heuvelkaap met de achterliggende berg. Over deze gegraven droge gracht ligt een boogbrugje dat de motte verbindt met het achterliggende terrein.
De motte ligt in de voet van een lange, steile noordhelling van het Eyserbeekdal. Aan de westzijde van de motte mondt het droogdal Grachterdalgrub uit in het dal van de Eyserbeek. De motte ligt samen met het oudste deel van het dorp aan de kruising van de weg van Simpelveld naar Partij-Wittem en de weg naar Ubachsberg. De heuvel is een relatief hooggelegen punt van het dorp waarvandaan men goed uitzicht heeft over het beekdal. Aan de voet van de heuvel ligt de Sint-Agathakerk van Eys. Van een eventuele voorburcht is niets bekend.
Over de historie van deze motte is weinig bekend. De motte wordt Opt Huys genoemd. Opt Huys is waarschijnlijk een stenen huis geweest althans een indicatie hiervoor vormt de solide vuurstenen ringmuur die zich nu nog grotendeels ondergronds bevindt in de tuinen van Agathastraat 3 t/m 9 en de massieve leien dakbedekking (1 cm dik, afkomstig uit de voormalige groeve van Moresnet) van Opt Huys. Er wordt aangenomen dat het object eigendom was van de heren van Eys. Het verhaal dat dit het huis zou zijn van Diederik van Eys dat in 1365 is verwoest (Meyer, Aachensche Geschichten) is onjuist. Dat betreft Diederik van Oys (= Oost in Oost-Maarland).
Tijdens de Tweede Wereldoorlog maakten de inwoners van het dorp gebruik van de Schuilkelder Eys in de berg die door mijnwerkers was gemaakt.
Andere abschnittsmottes in de streek zijn de motte Gracht Burggraaf en De Struyver.

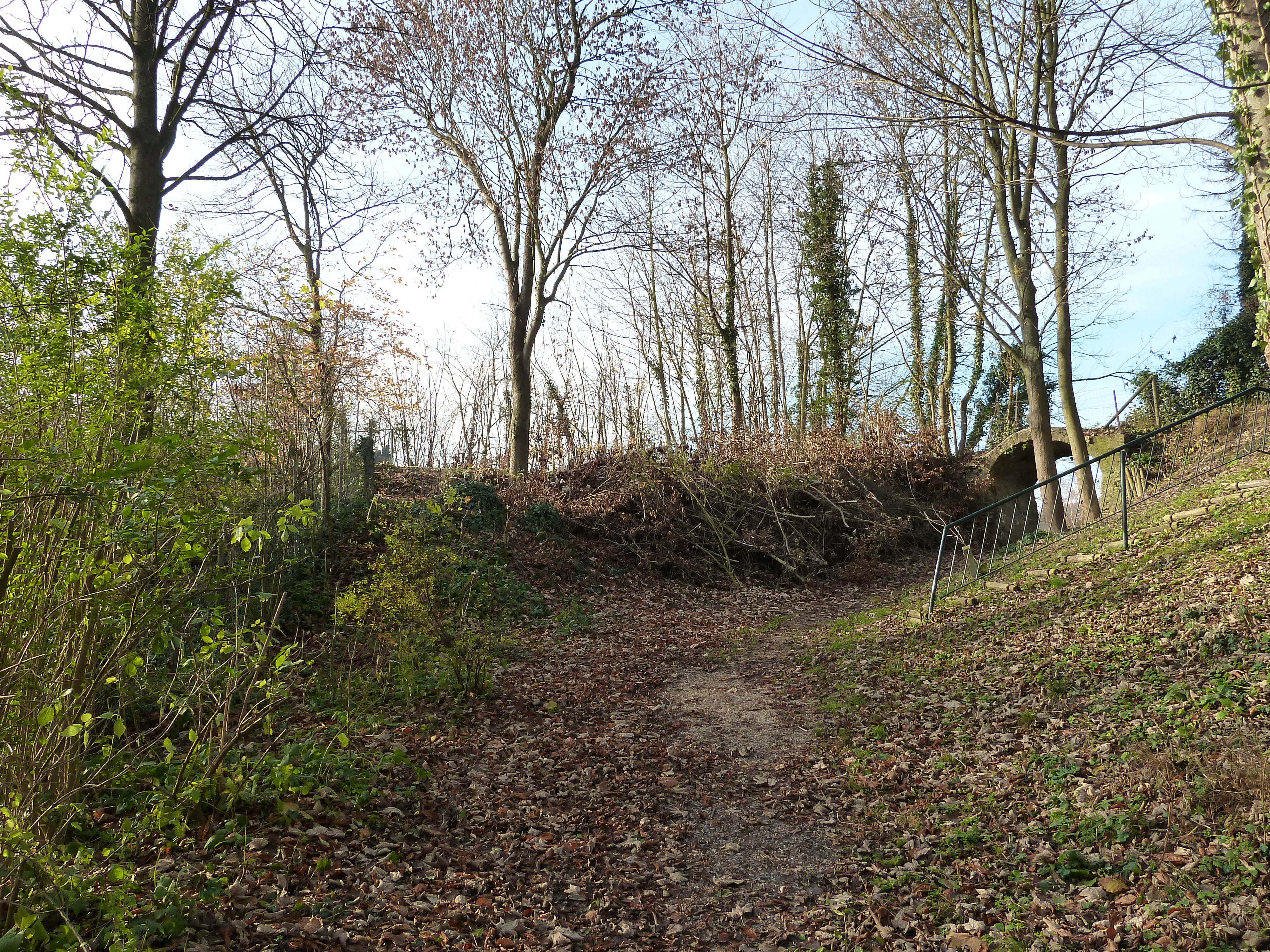
Links de motte met brug, zicht in de gracht
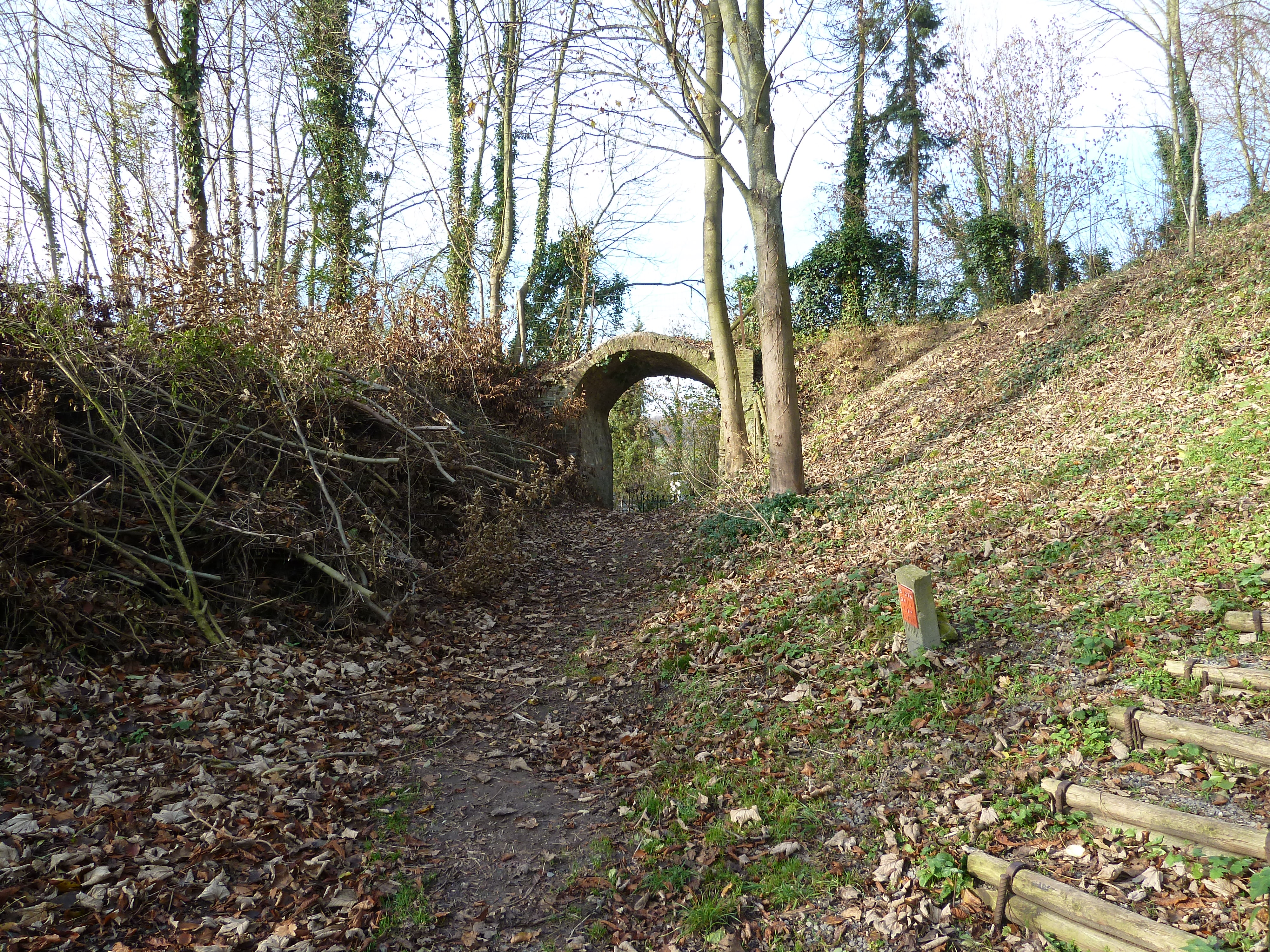
Links de motte met brug, zicht in de gracht.
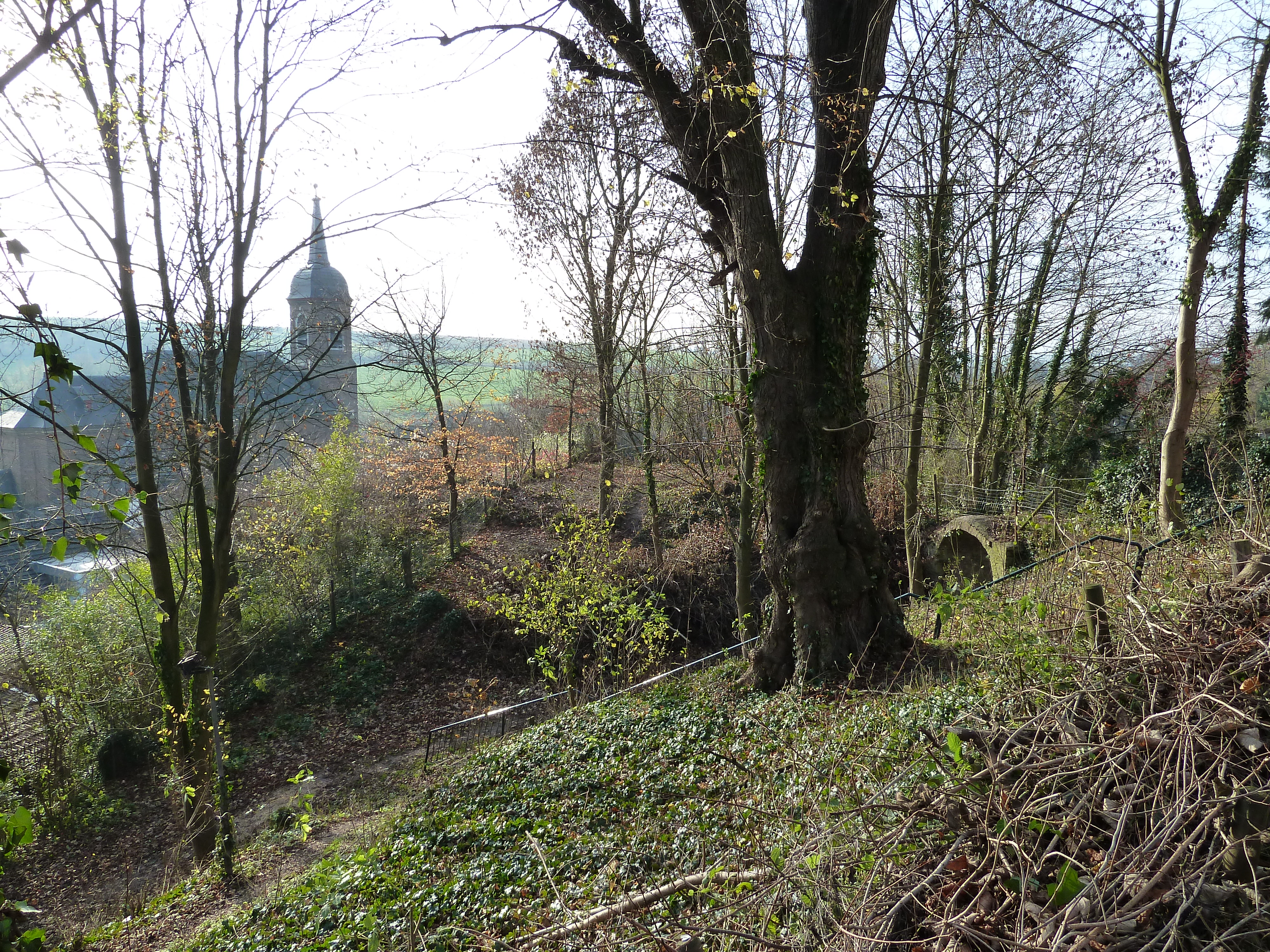
Achteraan de motte met brug, zicht in de gracht
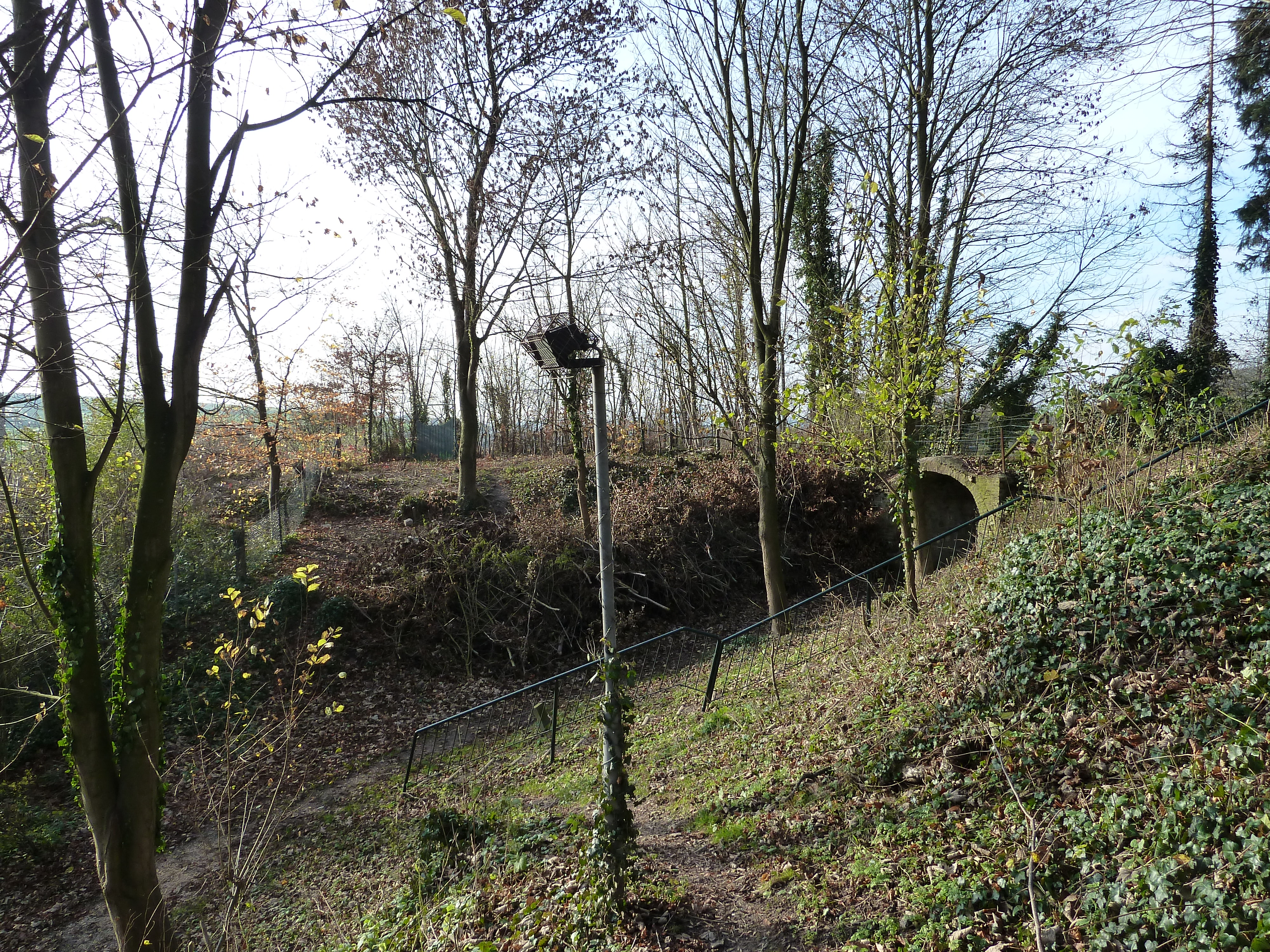
Achteraan de motte met brug, zicht in de gracht